# Dinamització juvenil
La dinamització juvenil és una forma d'intervenció socioeducativa entesa com el conjunt de serveis, activitats i programes basats en l'ajuda a joves, de 12 fins a 35 anys, a tenir un desenvolupament òptim.
Els i les joves s'identifiquen amb el fort sentiment de compromís juvenil i també el senten cap a altres persones, llocs, activitats, etc. Aquesta implicació ha estat un element de desenvolupament juvenil, política pública i moviments de canvi social durant molt de temps, aproximadament uns 40 anys. Aquest compromís dels i de les joves es defineix com la manera d'implicar-los/les en el disseny i la creació de les seves vides i futurs per ells mateixos. Aquest concepte últimament s'orienta en abastar les millors competències per a la satisfacció necessària dels i de les joves, incloent aquells i aquelles joves amb risc. Les competències impliquen un procés que proporciona una participació elevada per al jovent, juntament amb oportunitats perquè ells i elles aprenguin a assumir responsabilitats i lideratge, mentre treballen agrupats amb projectes d'adults afectats, que valoren molt el que fan.
Tot i que la dinamització juvenil i el seu compromís tenen molts avantatges per a evolucionar i donar fruit cada vegada més, també troba certs obstacles que dificulten el seu avanç com algunes persones que difereixen en l'opinió de les relacions entre els i les joves i adults, o les fortes normes que eviten la creació d'associacions entre joves i adults.
L'arribada de les TIC ha implicat que les xarxes socials hagin obert un ventall més ampli per al desenvolupament d'aquest concepte. És per això que el compromís juvenil ha augmentat durant els últims 6 anys, ja que els i les joves han pogut traslladar aquests moviments a la xarxa, la World Wide Web. Aquesta, amb el suport de les xarxes socials com Facebook, Twitter, Instagram o els blogs, els ha permès que puguin organitzar-se millor, crear identitats, i sobretot connectar-se amb altres membres de comunitats diferents.

## Organització de la participació en la Dinamització Juvenil

### Planificació de l'activitat
Un projecte ha de tenir una base abans de portar-lo a terme i s'ha de definir els objectius, la metodologia que s'utilitzarà i qui i quan s'haurà de fer. Amb uns pilars ben definits abans de començar és més fàcil assolir l'objectiu i evitar errors i problemàtiques.
La GUIA-JOVE de la Generalitat de Catalunya diu que "la intervenció social s'entén com l'acció planificada i tècnica per dur a terme canvis en la realitat social d'una comunitat; el seu desenvolupament requereix la participació activa de la dita comunitat". D'aquesta manera aconseguim definir i portar a terme unes activitats amb uns recursos determinats per aconseguir els objectius i resultats que puguin donar una resposta o un principi de canvi en les necessitats de la comunitat.
La planificació és quelcom que surt de l'acord entre tècnics i polítics, gent jove i altres agents que, entre tots, busquen la manera més adequada d'organitzar el que volen aconseguir.
En els següents punts, s'explica, basant-se en la GUIA-JOVE de la Generalitat de Catalunya com i quan és necessari aplicar les accions i/o activitats dels projectes i qui hi ha de participar, juntament amb quin rol té cadascun.

#### Desenvolupament
És l'inici de la planificació. El primer de tot és fer una anàlisi de l'entorn, conèixer les necessitats, motivacions i interessos dels i les joves per tal de buscar una necessitat o problema que s'hagi de modificar. El rol de professional de joventut no és fer que els i les joves facin l'activitat sense cap mena d'implicació. El que s'ha de buscar des del primer minut és que el jove se senti identificat amb el projecte i hi participi.
Hi ha d'haver una classificació d'objectius per nivells. Es poden tenir objectius estratègics, que se centri amb el final del procés; i els objectius operatius, són aquells que es poden assolir en un temps inferior o que és buscar assolir-los de manera gradual durant el procés d'intervenció.
Per tant, la planificació és quelcom que ens ajuda a pautar les accions que volen dur a terme. La planificació ens aporta una sèrie d'avantatges:
- Ajuda a organitzar i donar sentit a les activitats, així doncs a partir del cronograma, es marca un tempo i s'obté una perspectiva a llarg i curt termini de les actuacions que es duran a terme.
- Contribueix a l'eficiència en l'assoliment dels resultats previstos.
- Es potencia la cooperació entre tots els membres de la comunitat i professionals de joventut, la qual cosa fa de la corresponsabilitat sigui el component principal.
- Les fases d'inici i final de les intervencions poden ser previstes.

### Objectius
Per poder marcar uns primers objectius generals, s'ha de pensar què es vol aconseguir. També és important concretar perquè ho es vol fer, que és el que es pretén aconseguir i quins són els resultats que s'esperen. Aquests objectius generals han de ser compartits, clars i entenedors per tothom i han de poder ser avaluats per veure si han estat útils o no. Cal destacar que els objectius que es marquen es puguin aconseguir. Els diferents tipus d'objectius són:

#### Objectius de formació i educació
- Facilitar espais educatius i orientadors per obtenir èxit en la trajectòria educativa dels i de les joves.

#### Objectius d'ocupació i emprenedoria
- Facilitar espais formatius i orientadors que facilitin l'èxit en la trajectòria laboral de les persones joves.

#### Objectius d'emancipació
- Facilitar espais formatius i orientadors que facilitin l'èxit en la transició domiciliària de les persones joves.

#### Objectius de promoció de la salut
- Facilitar una vida saludable al jovent.

#### Objectius de participació
- Treballar pel desenvolupament personal i social, i per la participació en el fet col·lectiu de les persones joves.
- Impulsar i donar suport a l'associacionisme.

#### Objectius de cultura i tradició
- Difondre la cultura a la població juvenil.
- Procurar que el fet cultural i transformador que aporta cada generació de joves sigui visible i realitzable.

#### Objectius de cohesió social
- Treballar conjuntament per un model de poble participatiu i cohesionat, on els i les joves puguin trobar el seu espai en la col·lectivitat.

## Avaluació de la participació en la Dinamització Juvenil

### Avaluació de diagnòstic
Una vegada realitzat l'anàlisi s'han comparat els resultats i s'ha obtingut un diagnòstic de la situació. S'ha avaluat l'aplicabilitat, la predisposició i la viabilitat del taller de forma col·lectiva a través de reunions, entrevistes i activitats.
Les dades obtingudes s'han utilitzat per realitzar la programació, adaptant-se al context en el qual es va realitzar i tenint en compte les dificultats que es van trobar. D'aquesta forma s'ha aconseguit un plantejament viable i del que s'esperen uns resultats que donin resposta a aquestes necessitats.

### Avaluació de procés
L'avaluació es durà a terme de forma contínua al llarg de tot el procés. Per començar hi haurà un registre quantitatiu d'assistència (tant de participants com de monitors) i de mitjans (estat de les instal·lacions usades aquest dia, adequació dels materials a l'activitat, etc.) i després hi haurà un altre un registre qualitatiu, en el qual consistirà a registrar l'estat inicial de cada participant a través d'una fitxa qüestionari i unes fotografies i, dia a dia, al final de cada sessió, es tornarà a registrar l'estat de cadascun. Aquest mateix procés es farà també de forma grupal. D'aquesta forma s'obtindrà l'evolució personal i col·lectiva del taller.
Finalment, s'aconseguirà l'evolució de l'activitat, però també és necessària tenir una avaluació de cada dia. Per això, al començament i al final de cada sessió s'expressarà com se sent anímica, física i emocionalment; i, solament en finalitzar, la participació personal, l'interès que ha tingut la sessió, etc. Al seu torn, es tindran petites trobades diàries on debatre qualsevol tema que interessi sobre el desenvolupament de l'activitat.
Amb l'avaluació del producte es pretén comprovar fins a quin punt s'han complert els objectius proposats.
Es realitzarà una avaluació final per comprovar la satisfacció dels participants (i els monitors); les necessitats cobertes i les que queden per cobrir; els objectius aconseguits i el grau en què es troben; i tots aquells paràmetres que es considerin importants.
També és de gran importància tenir en compte l'impacte que aquest taller hagi tingut en l'entorn: mostres d'interès d'altres persones i col·lectius, influència en la vida social del municipi, etc.

### Conclusions i propostes
En un projecte de dinamització juvenil s'espera que hi hagi en els i les joves una consciència crítica i social que els possibiliti observar la realitat des de diferents punts de vista i no sigui només un entreteniment per al grup de joves participants. Si el projecte es desenvolupa dins de l'esperat, seria interessant continuar treballant amb el grup per capacitar-los encara més en el desenvolupament dels seus propis projectes; perquè realment siguin ells els que duguin a terme les seves idees de forma autònoma.
Tot això amb la finalitat de recuperar una activitat juvenil d'acord amb el que avui dia s'espera d'un municipi amb gran quantitat de joves.

## Exemples de Dinamització Juvenil
La dinamització juvenil és una pràctica que actualment s'està estenent arreu del territori per mitjà de molts projectes que persegueixen uns objectius en concret i que aposten pels i les joves. Ho realitzen de maneres molt diferents però amb la mateixa finalitat de complir i millorar el futur de la societat i del món, que són els i les joves i les noves generacions.
A continuació es mostren alguns dels projectes que s'estan duent a terme o que ja han finalitzat:

### Els PIDCES. Els punts d'informació als centres de secundària[10]
És un projecte que ha estat impulsat per l'àrea d'igualtat i ciutadania de la diputació de Barcelona i que s'ubica en un ambient en el qual pot tenir molta utilitat, els centres de secundària, ja que hi ha molts/es adolescents, es busca promoure la informació, la dinamització i la participació dels i les estudiants. Cada PIDCES és gestionat pel seu municipi des de les regidories de Joventut.
El programa persegueix els objectius de potenciar la unió entre els centres d'ensenyament i els espais juvenils, així com promoure la difusió d'activitats de creació cultural, esportiva o de temps lliure, i també prevenir conductes i hàbits de risc per mitjà de la informació.
En aquest projecte la dinamització és un punt que té molta importància, ja que permet aprendre i educar en la participació i la ciutadania. Sobretot es busca que hi hagi intercanvi amb l'entorn més proper del centre, l'adquisició d'habilitats socials o fer ús de mecanismes ja existents als centres com poden ser els delegats i els consells escolars.
Ara bé, tota persona dinamitzadora ha de complir uns requisits per tal de saber orientar les seves tasques i obtenir bons resultats; el personal ha de tenir experiència i formació específica dins del món de l'animació o el foment de l'associacionisme juvenil per a poder gestionar amb èxit les tasques del programa. També ha d'aconseguir que l'usuari sigui conscient de les seves virtuts per a poder desenvolupar-les i ha d'estimular l'ús de les fonts d'informació.
D'altra banda en l'aspecte de participació ha de saber escoltar les propostes dels usuaris per tal de donar alguna utilitat i s'ha de convertir en referent per als i les estudiants.
Una de les altres alternatives que es pot trobar és la dinamització juvenil a la Conca de Barberà.
En la col·laboració entre l'ajuntament i el consell comarcal de la Conca de Barberà els i les joves poden gaudir d'un servei de joventut en el qual un tècnic mancomunat es desplaça als municipis per coordinar, gestionar i impulsar totes les propostes. Així com posar a l'abast de la població juvenil un referent que ofereix informació contrastada i àmplia en tots els àmbits: cultura, lleure, turisme, educació, emprenedoria, etc.
Els projectes de dinamització juvenil van des de l'any 2008 fins al 2012 en els quals detecten les necessitats concretes de la població juvenil i de les seves institucions.

### Casals Joves
Una altra alternativa totalment diferent són els casals joves; associacions de joves que estableixen un programa amb un seguit d'activitats que es duen a terme a partir de la participació d'aquests, també ofereixen punt s de suport i permeten que existeixi un espai que ofereixi la trobada del jovent d'un poble, municipi, ciutat, etc.
Com a exemple hi ha la Federació de Casals de Joves Catalunya Arxivat 2018-04-19 a Wayback Machine. que pretén treballar a tots els casals de manera col·lectiva per a poder respondre amb més eficàcia als objectius amb l'ajuda de la implicació dels i les joves.

## Present i futur
La dinamització juvenil ha estat i està sent una eina molt útil que permet unir els i les joves i que tinguin un seguit de recursos que els serveixin per impulsar-los a ajudar, superar-se i voler anar a més tant amb la seva motivació per fer les coses com per adquirir un seguit d'actituds que els proporcionin noves inquietuds i sensacions molt positives.
Durant tot el temps que ha passat aquestes associacions han crescut de manera exponencial, de tal manera que els mitjans per cercar un nou model d'educació en participació amb els i les joves, avui en dia s'ha transformat en un moviment social, juvenil i voluntari en el qual hi participen una gran quantitat de joves.
La promoció de la participació juvenil no és una tasca senzilla, especialment perquè no hi ha una única estratègia que serveixi de model per al desplegament d'aquests processos. No obstant això, la recerca permet identificar resultats de procés que reforcen la importància de seguir apostant per aquestes experiències i mostra com la perspectiva comunitària pot ser una bona estratègia d'intervenció. Dimensions com la sostenibilitat del projecte, la construcció conjunta d'objectius, el treball en xarxa, etc s'identifiquen com a aspectes clau en la investigació.
Aquest és un pas generador de valor en els i les joves, en una societat colpejada per una greu crisi econòmica i social. La generació d'autonomia, lideratge juvenil i emprenedoria son els únics valors que al futur ens permetran construir una societat justa, lliure i solidària.